# Bitka
Bitka je vojaško stanje, ko se dve ali več vojski soočita na bojišču; traja lahko od nekaj ur do nekaj dni (manjša kategorija je spopad, večja pa vojna).
Pr bitki gre za spopad nasprotnih strateških sil, katerih rezultat odločilno vpliva na izid določenega dela vojne ali vojne v celoti. Bitka je torej nižja oblika bojnega delovanja, v kateri sodelujejo manjše vojaške enote.

## Seznami bitk
- abecedni seznam bitk
- seznam bitk starega veka
- seznam bitk srednjega veka
- seznam bitk novega veka